# Saint-Cézert
Saint-Cézert (okzitanisch: Sent Cesèrt) ist eine französische Gemeinde mit 443 Einwohnern (Stand: 1. Januar 2022) im Département Haute-Garonne in der Region Okzitanien (vor 2016: Midi-Pyrénées). Sie gehört zum Arrondissement Toulouse und zum Kanton Léguevin. Die Einwohner werden Saint-Cézeriens und Saint-Cézeriennes genannt.

## Geographie
Saint-Cézert liegt an der Grenze zum Département Tarn-et-Garonne, etwa 20 Kilometer nordwestlich von Toulouse. An der südöstlichen Gemeindegrenze verläuft das Flüsschen Saint-Pierre, im Nordosten sein Zufluss Marguestaud. Umgeben wird Saint-Cézert von den Nachbargemeinden Aucamville im Norden und Osten, Grenade im Südosten, Launac im Süden sowie Le Burgaud im Westen und Nordwesten.

## Bevölkerungsentwicklung
| Jahr                       | 1962 | 1968 | 1975 | 1982 | 1990 | 1999 | 2006 | 2012 | 2020 |
| Einwohner                  | 270  | 221  | 188  | 329  | 402  | 413  | 350  | 411  | 436  |
| Quellen: Cassini und INSEE |      |      |      |      |      |      |      |      |      |

## Sehenswürdigkeiten
- Kirche Saint-Orens aus dem 19. Jahrhundert

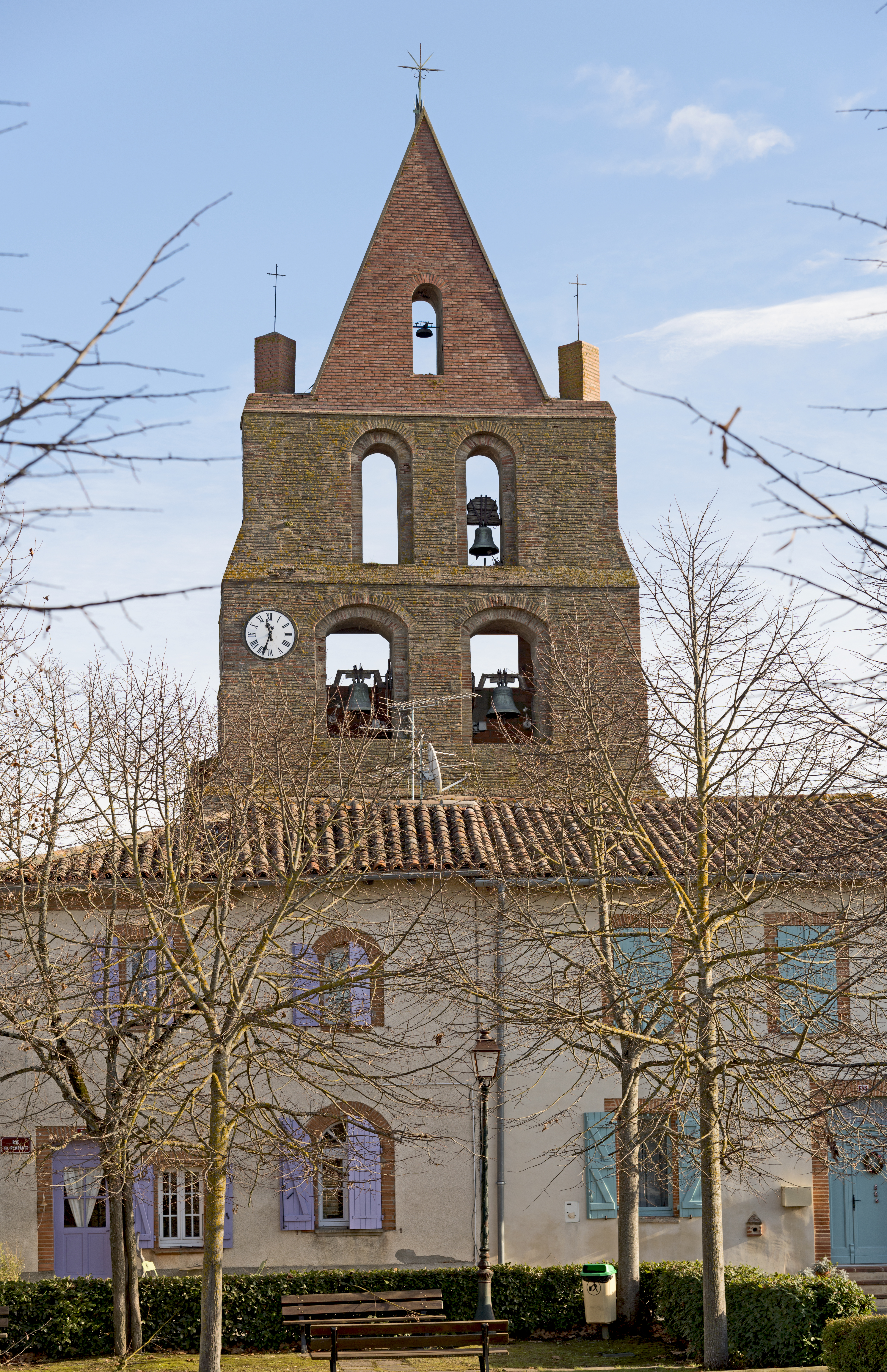
Kirche Saint-Orens